# Corps quadratiquement clos
En algèbre, un corps quadratiquement clos est un corps commutatif dans lequel tout élément possède une racine carrée.

## Exemples
- Tout corps algébriquement clos est quadratiquement clos.
- La clôture quadratique d'un corps (voir exemples ci-dessous) est — par définition — quadratiquement close.

## Propriétés
Pour tout corps F, les propriétés suivantes sont équivalentes :
- F est quadratiquement clos ;
- son u-invariant (en) est égal à 1, c'est-à-dire que toute forme quadratique sur F de dimension > 1 est isotrope ;
- son anneau de Witt-Grothendieck est isomorphe à ℤ par le morphisme dimension[2] ;
- son groupe de Witt est d'ordre 2.

Tout corps quadratiquement clos est à la fois pythagoricien et non formellement réel mais la réciproque est fausse (penser aux corps de caractéristique 2).
Soit E/F une extension finie avec E quadratiquement clos. Alors, ou bien −1 est un carré dans F et F est quadratiquement clos, ou bien −1 n'est pas un carré dans F et F est euclidien (c'est une conséquence du théorème de Diller-Dress).

## Clôture quadratique
Pour tout corps F, il existe une « plus petite » extension quadratiquement close de F. Cette extension, qui est donc unique à isomorphisme près, est appelée « la » clôture quadratique de F. On peut la construire comme sous-corps de « la » clôture algébrique Falg de F, en prenant la réunion de toutes les tours d'extensions quadratiques sur F dans Falg. Lorsque la caractéristique de F est différente de 2, c'est donc la réunion des 2-extensions finies de F dans Falg, c'est-à-dire toutes les extensions galoisiennes de degré égal à une puissance de 2.
Par exemple :
- la clôture quadratique de tout corps euclidien F est l'extension quadratique F(√−1)[4] (elle est algébriquement close si et seulement si F est réel clos) ;
- la clôture quadratique du corps fini F5 est — dans sa clôture algébrique qui est la réunion des F5m pour tout entier naturel m —  la réunion des F5(2n)[4] ;
- la clôture quadratique de ℚ est — dans ℚ — le sous-corps des nombres complexes constructibles[4].